# Calpurnia Pisonis
Calpurnia Pisconis (n. secolul I î.Hr.) a fost fie a treia sau a patra soție a lui Iulius Cezar, cea cu care era căsătorit la momentul asasinării sale. Sursele contemporane o descriu ca o soție bună și supusă, cu toate că soțul ei i-ar fi fost infidel. În seara de dinaintea asasinării Calpurnia l-a visat pe Cezar murind înjunghiat în brațele sale, însă acesta nu i-a dat ascultare atunci când a încercat să îl oprească din a părăsi casa.